# Egbesu
Egbesu ist eine Kriegs-Gottheit der Ijaw am Nigerdelta sowie die Bezeichnung der Gemeinschaft, die den Teufel bekämpft. 
Nach dem Glauben der Ijaw kann Gott Egbesu nur angewandt werden, wenn Unrecht geschehen ist, und auch nur von Personen, die mit dem „Universum im Reinen sind“. Das Wahrzeichen der göttlichen Offenbarung ist der Leopard.
Die Verehrung des Egbesu entwickelte sich sehr stark mit der Inbesitznahme des Küstenstreifens durch die Engländer im späten 19. Jahrhundert, als die meisten Ijaw Egbesu nur aus der Folklore und einigen Kriegsgesängen kannten.
Die Egbesu Boys of Africa sind eine religiös motivierte militante Vereinigung.